# Robo Rally
Robo Rally is een bordspel voor het eerst uitgebracht in 1994 door Wizards of the Coast (WotC). Het is ontworpen door Richard Garfield, de ontwerper van het kaartspel Magic: The Gathering®. Robo Rally werd in juli 2005 heruitgebracht door Avalon Hill. In Nederland werd het spel uitgegeven door 999 Games.

## Gameplay
In Robo Rally nemen de spelers de controle over een robot in een gevaarlijke fabriekshal. Vanwege het grote aantal dubbelzijdig bedrukte kaarten is er een heel grote variëteit aan verschillende speelvelden. Het speelveld in Robo Rally zit vol met bewegende, van richting veranderende transportbanden, metaal smeltende lasers, bodemloze putten, persers, en verscheidene andere obstakels. Het doel van Robot Rally is, naast overleven, het als eerste alle checkpoints bereiken in de juiste volgorde. De uitdaging in Robo Rally is echter om je robot te bewegen door middel van willekeurig uitgedeelde programmeerkaarten.
De programmeerkaarten geven mogelijke bewegingen weer, zoals één, twee of drie vakjes vooruit, een stapje achteruit, draai links, draai rechts of 180° draaien. De kaarten moeten door de speler gelegd worden in een zodanige volgorde, dat hun robot gaat bewegen zoals hij dat wil. Elke speler ontvangt tot negen kaarten per beurt en kiest daarvan vijf kaarten om hun robot deze beurt te bewegen. De kaarten worden gedekt geplaatst in de vijf beschikbare registervakken. Alle robots bewegen tegelijk, elke speler voert dus tegelijk elke register uit. Robots die in hetzelfde vak zouden komen worden behandeld volgens "Priority Number" (zichtbaar op de programmeerkaart). Op deze manier kan het voorkomen dat een robot door een andere robot wordt weggeduwd naar een naastgelegen vak, met alle gevolgen van dien voor de rest van de geplande bewegingen. Spelers met beschadigde robots ontvangen minder kaarten: met een schadepunt ontvangt de speler slechts acht kaarten in plaats van negen, met twee schadepunten zeven kaarten, enzovoorts. Als een speler meer dan vijf schadepunten heeft dan worden zijn registers geblokkeerd, zodat sommige programmeerkaarten in het spel blijven tot de robot is hersteld.
Robots kunnen eveneens wapens en andere eigenschappen bezitten. Deze eigenschappen kunnen extra schade toebrengen, kunnen robots anders doen bewegen en verstoren voornamelijk de plannen van andere spelers.
Een bekende regel is het verbod op met de handen boven het spelbord wijzen, hierdoor maken de spelers bewegingen met het lichaam om de 'stappen' van hun robot na te lopen. Dit wordt in de handleiding ook wel 'RoboDance' genoemd.